# اکسیژن یگانه
اکسیژن یگانه یا اکسیژن منفرد (انگلیسی: Singlet oxygen) که به‌طور سیستماتیک به نام دی‌اکسیژن (تک تک) و دی‌اکسیدن نامیده می‌شود، یک ماده شیمیایی معدنی گازی با فرمول O=O است (که همچنین به صورت (1
[O
2] یا 1
O
2) نوشته می‌شود که در یک حالت کوانتومی است که در آن همه الکترون‌ها جفت اسپینی هستند. از نظر جنبشی در دمای اتاق ناپایدار است، اما سرعت پوسیدگی کند است.
پایین‌ترین حالت برانگیختگی مولکول اکسیژن دو اتمی، حالت منفرد است. این گاز دارای ویژگی فیزیکی خاصی است که فقط به‌طور نامحسوسی با حالت پایه سه‌گانه رایج O2 متفاوت است. با این حال، از نظر واکنش شیمیایی، اکسیژن منفرد نسبت به ترکیبات آلی واکنش پذیرتر است. این ماده مسئول تخریب نوری بسیاری از مواد است، اما می‌تواند در شیمی آلی در آماده‌سازی سنتز آلی و فوتوداینامیک تراپی مورد استفاده سازنده قرار گیرد. مقادیر کمی از اکسیژن منفرد در اتمسفر بالایی و در جوهای آلوده شهری یافت می‌شود که اغلب در محیط‌هایی که ازون نیز تولید می‌کنند در آن به تشکیل نیتروژن دی‌اکسید: 355–68  آسیب رسانی ریه کمک می‌کند، به عنوان مثال جنگل‌های کاج با تخریب نوری تربانتین.
اصطلاحات «اکسیژن یگانه» و «اکسیژن سه‌گانه» از تعداد اسپینهای الکترون هر شکل برگرفته می‌شوند. منفرد فقط یک آرایش ممکن از اسپین‌های الکترون با اسپین کوانتومی کل «۰» دارد، در حالی که سه‌گانه دارای سه آرایش ممکن از اسپین‌های الکترونی با اسپین کوانتومی کل «۱» است که مربوط به سه حالت تبهگنی انرژی است.
در نماد طیف‌سنجی، پایین‌ترین شکل‌های یگانه و سه‌گانهٔ O2 به ترتیب دارای برچسب (1Δg) و (3Σ−
g), هستند.

## ساختار الکترونی
اکسیژن یگانه به یکی از دو حالت برانگیخته الکترونی تکی اشاره دارد. دو حالت منفرد نشان داده می‌شوند
1Σ+
g و 1Δg (بالانویس قبلی "۱" یک حالت تکی را نشان می‌دهد). حالت‌های تکی اکسیژن ۱۵۸ و ۹۵ کیلوژول بر مول انرژی بیشتری نسبت به حالت پایه سه‌گانه اکسیژن دارند. تحت رایج‌ترین شرایط آزمایشگاهی، انرژی بالاتر 1Σ+
g است. 1Δg حالت منفرد به سرعت به حالت منفرد 1Δg singlet state. پایدارتر و انرژی کمتر تبدیل می‌شود. این پایدارتر از دو حالت برانگیخته دارای دو الکترون ظرفیتی است که در یک اوربیتال π* جفت شده‌اند در حالی که اوربیتال π* دوم خالی است.